# Schiedea trinervia
Schiedea trinervia är en nejlikväxtart som först beskrevs av Horace Mann och som fick sitt nu gällande namn av Ferdinand Albin Pax och Käthe Hoffmann.
Schiedea trinervia ingår i släktet Schiedea och familjen nejlikväxter. Inga underarter finns listade i Catalogue of Life.